# Pablo O'Higgins
Pablo Esteban O'Higgins, né Paul Higgins Stevenson le 1er mars 1904 à Salt Lake City et mort le 16 juillet 1983 à Mexico, est un artiste, muraliste et illustrateur américano-mexicain.

## Biographie

### Jeunesse et éducation
Né le 1er mars 1904 à Salt Lake City, il grandit dans cette ville et à San Diego en Californie. En 1922, il abandonne sa première carrière de pianiste et entre à l'Académie des Arts de San Diego. 
En deux ans, il devient l'élève de Diego Rivera, qu'il aide à réaliser ses peintures murales à l'école nationale d'agriculture de Chapingo et au Secrétariat de l' éducation publique.

### Mexique et peintures murales
Comme Rivera, O'Higgins devient un membre actif du Parti communiste mexicain. Il part définitivement au Mexique en 1924, adhère au parti en 1927 et conserve son statut de membre du parti jusqu'en 1947. Ses illustrations politiques pour le Daily Worker lui valent une année d'études à l'Académie des beaux-arts de Moscou grâce à une bourse soviétique en 1933.
En 1937, O'Higgins est le cofondateur, avec les artistes Leopoldo Méndez et Luis Arenal, du Taller de Gráfica Popular (Atelier des arts graphiques populaires). Le Taller devient une source d'inspiration pour de nombreux artistes de gauche politiquement actifs ; par exemple, le peintre expressionniste américain Byron Randall fonde des collectifs d'artistes similaires après en être devenu membre associé,,. En mai 1940, O'Higgins a l'honneur d'être le seul artiste mexicain non autochtone dont les œuvres sont incluses dans l'exposition phare « Vingt siècles d'art mexicain » organisée par le Musée d'art moderne.
En 1961, O'Higgins obtient la citoyenneté mexicaine honoraire pour « ses contributions aux arts et à l'éducation nationale ». L'une de ses peintures murales peut être vue au marché Abelardo L. Rodriguez, à Mexico.
Sa peinture murale qu'il réalise en 1945 pour le Ship Scalers Union Hall à Seattle est installée à Kane Hall à l'Université de Washington à Seattle,. Elle illustre l'histoire du syndicat Ship Scalers Union (SSU) de Seattle en tant que force antiraciste, antidiscriminatoire et progressiste dans la politique sociale.
Parmi les étudiants d'O'Higgins figurent le graphiste américain Bob Cato  et l'artiste et muraliste Marion Greenwood.